# CEPES
Il Centro Peruano de Estudios Sociales (CEPES) è un'organizzazione di società civile, specializzata nello sviluppo economico delle aree rurali, con sede in Perù, nella capitale Lima. Il CEPES fu fondato nel 1976. Il suo staff multidisciplinare si occupa della divulgazione assistita di molti oggetti di studio, quali l'economia, la legge, le scienze sociali, le scienze della comunicazione e le scienze dell'informazione. Il CEPES conduce ricerche scientifiche, inoltre diffonde informazioni (riguardanti lo sviluppo rurale), cercando di contribuire al processo di civilizzazione e democratizzazione dei cittadini che ancora vivono in un ambiente extraurbano, facendo sì che molti individui in più possano godere dei diritti politici ed economici che, invece, sono accessibili senza meno difficoltà dalla popolazione urbana.
Esiste un'emittente radiofonica propria del CEPES, che costituisce il più rappresentativo mass media divulgativo offerto dall'associazione, che prevede anche il commercio di quotidiani ed altri giornali relativi all'argomento trattato. Esiste poi un bollettino, aggiornato periodicamente, che informa la cittadinanza sullo sviluppo delle attività proprie di chi vive in zone rurali, come la coltivazione del caffè, le metodiche di allevamento del bestiame e la produzione peruviana del latte (bisogna, infatti, ricordare che tutti questi ultimi dati sono esclusivamente riferiti al Perù).
Il sito del CEPES, scritto in spagnolo, comprende statistiche rurali ed agrarie, novità e notizie generali sull'agricoltura ed i luoghi di campagna, nonché articoli scaricabili riguardanti le tematiche di interesse del CEPES che sono state pubblicate sui quotidiani proprie dell'associazione, oltre a tracce radiofoniche relative alla stazione di proprietà del sito.